# Miyoshi Umeki
Miyoshi Umeki (jap. 梅木 美代志 Umeki Miyoshi; ur. 8 maja 1929 w Otaru na Hokkaido, zm. 28 sierpnia 2007 w Licking) – japońska aktorka i piosenkarka jazzowa. Pierwsza Azjatka, która otrzymała Oscara.

## Życiorys
Karierę zaczynała jeszcze jako nastolatka, pracując najpierw w japońskim radiu, a następnie występując w nocnych klubach pod pseudonimem Nancy Umeki (jap. ナンシー梅木 Nanshii Umeki). W 1950 r. wyemigrowała do Stanów Zjednoczonych, gdzie w 1957 r. wystąpiła u boku Reda Buttonsa w adaptacji powieści Jamesa A. Michenera – Sayonara w reżyserii Joshuy Logana. Za rolę Katsumi Kelly otrzymała Oscara w kategorii najlepsza kobieca rola drugoplanowa.
W latach 1958–1959 występowała w broadwayowskim musicalu Flower Drum Song, uzyskując za rolę Mei Li nominację do Nagrody Tony, a w 1961 r. za tę samą rolę w ekranizacji Henry’ego Kostera została nominowana do Złotego Globu w kategorii najlepsza aktorka w filmie komediowym lub musicalu. Występowała w serialu telewizyjnym Tata w zalotach, uzyskując nominację do Złotego Globu w kategorii najlepsza aktorka drugoplanowa w serialu telewizyjnym. Przez blisko 20 lat Umeki prowadziła w Los Angeles szkołę tańca. Zmarła na raka w domu opieki w Licking.

## Filmografia

### Filmy fabularne
- 1953: Seishun jazu musume jako Kashu
- 1956: Around the World Revue jako Nancy Umecki
- 1957: Sayonara jako Katsumi Kelly
- 1961: Cry for Happy jako Harue
- 1961: Flower Drum Song jako Mei Li
- 1962: The Horizontal Lieutenant jako Akiko
- 1963: A Girl Named Tamiko jako Eiko

### Seriale telewizyjne
- 1961-1962: The Donna Reed Show jako Kimi / Pani Stemple
- 1962: Sam Benedict jako Sumiko Matsui
- 1962: Hallmark Hall of Fame jako Kwiat Lotusu
- 1963: The Red Skelton Show jako Gość
- 1963: Doktor Kildare (Dr. Kildare) jako Hana Shigera
- 1963: Rawhide jako Nami
- 1964: Koń, który mówi (Mister Ed) jako Ako Tenaka
- 1964: The Virginian jako Kim Ho
- 1964: Prawo Burke’a (Burke’s Law) jako Mary 'Lotus Bud' Ling
- 1969: The Queen and I jako Japońska panna młoda
- 1969-1972: Tata w zalotach (The Courtship of Eddie's Father) jako pani Livingston

## Nagrody
- Nagroda Akademii Filmowej Najlepsza aktorka drugoplanowa: 1958 Sayonara